# Lucius Fadius Cornutus Titius Messianus
Lucius Fadius Cornutus Titius Messianus war ein im 1. oder 2. Jahrhundert n. Chr. lebender Angehöriger des römischen Ritterstandes (Eques).
Durch eine Inschrift, die in Florenz gefunden wurde, ist die militärische Laufbahn (siehe Tres militiae) von Messianus bekannt. Er war zunächst Kommandeur (Praefectus) der Cohors V equitata Hispanorum. Danach diente er als Tribunus militum in der Legio V Macedonica.
Die Inschrift wird bei der EDCS auf 51/200 datiert. Margaret M. Roxan und Florian Matei-Popescu, Ovidiu Țentea datieren die Inschrift ins 2. Jahrhundert; sie nehmen an, dass Messianus wahrscheinlich in der Legio V Macedonica diente, als diese in der Provinz Moesia inferior stationiert war.